# ジャイアニズム〜お前の物は俺の物〜
『ジャイアニズム〜お前の物は俺の物〜』（ジャイアニズム おまえのものはおれのもの）は、日本のヴィジュアル系グループナイトメアが2003年4月21日に発売したインディーズ初のベストアルバムである。

## 内容・概要
"Vice"を除くインディーズアルバム「犯行期」から「アウトロー」までの楽曲から選曲された全11曲で構成されている。リマスターや曲の始まりの変更等が施されている。
2006年6月21日の再発売に際しては、初回限定パッケージとして、同時発売された「ジャイアニズム〜俺の物は俺の物〜」と本作が2枚組セットになり、フォトブックレットが付属し、さらにスリーブケース仕様になっているものもリリースされている。2枚組になっているために、ブックレットとスリーブケースのみの「ジャイアニズム 〜ナイトメアのくせに生意気だぞ〜」の初回限定盤とは大幅に値段が異なっている。また、2006年の再発売時にはもう一度リマスタリングされた。
タイトルの「ジャイアニズム」とは、『ドラえもん』に登場するジャイアンの考え方「お前の物は俺の物 俺の物も俺の物」のことであり、ナイトメアの結成当初からグループの精神として掲げているものである。

## 収録曲
1. 自傷（少年テロリスト）
「犯行期」収録曲。ナイトメア初の楽曲。ライブではシャウトパートをメンバーとファンで歌うのが定番で、ライブでは欠かせない一曲である。ジャイアニズムシリーズ1曲目。
2. バックストリートチルドレン
「自由奔放天真爛漫」収録曲。本作品では「ヘイ！」という掛け声の前の開演アナウンスがカットされている。間奏では咲人がYOMIとともにお立ち台に立ち、ギタープレイ（YOMIはエアギター）をする。
3. Nadirecur
「ガイア-Nadir Side-」収録曲。本作品では最初のレコードのノイズのような箇所が短くカットされている。曲の途中から曲調が一転する。この曲名の表記がNadircurやNadircarなどになっている誤表記がある。
4. 翼をください…
「自由奔放天真爛漫」収録曲。
5. クラッシュ!ナイトメアチャンネル
雑誌応募限定CDだった曲。限定CDでは「お昼休みはウキウキウォッチング」というセリフから始まっていたが、本作品では「クラッシュ!ナイトメアチャンネル!! 始まるよ!!」という掛け声で始まる。
6. ジャイアニズム惨
「アウトロー」収録曲。ジャイアニズムシリーズの3曲目である。
7. 真実の花
「アウトロー」収録曲。
8. M-aria
　「ガイア-Zenith Side-」収録曲。瑠華作詞・作曲のブギウギ調の悲哀歌。後の『Ultimate Circus』で天下布武ver.として再録されている。
9. Star[K]night
「アウトロー」収録曲。本作品ではフェードインで始まる。ライブでは最後で演奏されることが多く、さまざまなバージョンが存在する。武道館のライブではアンコール前にこの曲を待つ観客が携帯電話などの明かりで星空を作りメンバーを舞台へ迎えた。
10. わすれな草
『犯行期』収録の「勿忘草〜Kの葬列〜」の別バージョン。発売当時は本作品が初収録。これに加えライブ用のオリジナルバージョンも存在。若干原曲と歌詞が異なる。また、瑠華のかつての実話が含まれている、またドラえもんの秘密道具のわすれろ草という道具からこの曲タイトルが作られた。
11. 華談
新曲。RUKA曰く、"HATE三兄弟"の一。長男がこの曲だが、「こいつはできが悪いから、ライブでもやらない」らしい。次男は「HATE」（『Ultimate Circus』収録）、三男は「WORST」（『killer show』収録）。